# Curtea lui Radu și Constantin Șerban
Curtea lui Radu și Constantin Șerban este un ansamblu de monumente istorice aflat pe teritoriul satului Dobreni; comuna Vărăști. În Repertoriul Arheologic Național, monumentul apare cu codul 105892.03.

Ansamblul este format din următoarele monumente:
- Ruinele caselor lui Radu și Constantin Șerban (cod LMI GR-II-m-A-14982.01)
- Biserica "Adormirea Maicii Domnului" (cod LMI GR-II-m-A-14982.02)

## Biserica "Adormirea Maicii Domnului"
Ctitorie a lui Constantin Șerban "Cârnul" din anul 1646, înainte de a deveni domn, biserica are turla peste pronaos. În interior se păstrează o valoroasă pictură murală.

## Galerie

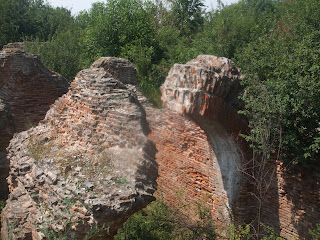
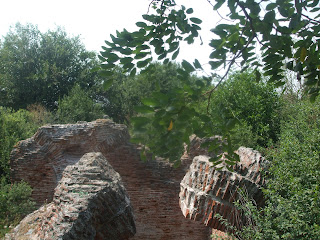
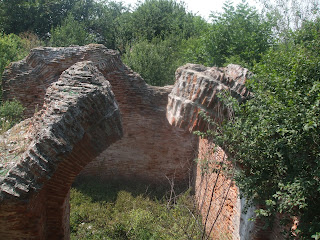
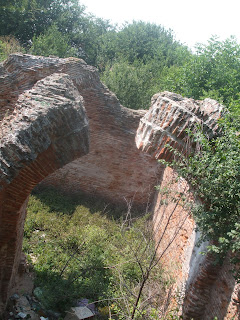
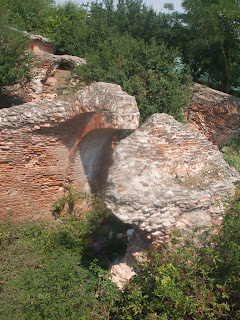
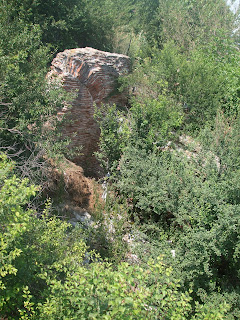
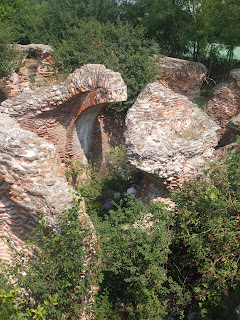
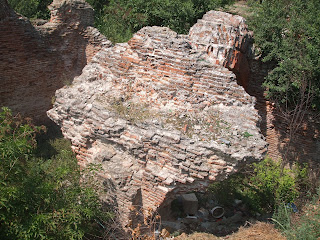
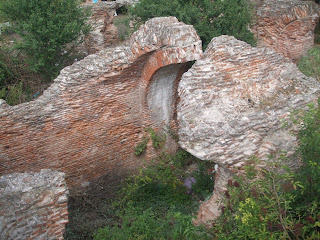